# 4-EVER
4-EVER（フォーエバー）は、作曲家兼ギタリストの小池雅也とオカザキシュンによる音楽製作ユニット。アニメ・ゲーム作品のBGM、ボーカル曲などを手掛ける。

## メンバー
- 小池雅也
- オカザキシュン

## アニメ作品
- すもももももも 地上最強のヨメ（BGM）
- まもって!ロリポップ（BGM）
- げんしけん2（BGM）
- パピヨンローゼ New Season（BGM、OP、ED作編曲）
- Master of Epic The Animation Age（BGM）

## ゲーム作品
- シス×ミコ（BGM、OP、ED作編曲）
- 魔法少女Twin☆kle（BGM、OP、ED作編曲）
- 気になるルームメイト（BGM、OP、ED作編曲）
- ショコラ（キャラクターソングアルバム「ふたりみらい」）

## 他作品
- 浅草橋ヤング洋品店DVD（BGM）

## ディスコグラフィー

### シングル
アンドロイドデート
2006年12月29日（先行発売）
1. アンドロイドデート
2. レンアイFTG
3. アンドロイドデート Off Vocal
4. レンアイFTG Off Vocal

- アンドロイドデート

MOSAIC.WAVのメンバーのみ～こ柏森進がボーカルを担当している。
作詞:柏森進　作曲:オカザキシュン　編曲:4-EVER
- レンアイFTG

織姫よぞらがボーカルを担当。
作詞:織姫よぞら　作曲:小池雅也　編曲:4-EVER

### アルバム
- ミニアルバム

Steampunk!
2007年8月31日発売
1. 小さなsteel soldier
2. 彩～full color～
3. ノスタルジア
4. 空見て思う
5. 深夜八編(終電後始発前)